# Anton M. Kolnberger
Anton M. Kolnberger (geboren am 21. Februar 1906 in Reisbach, Niederbayern; gestorben am 10. Oktober 1976 in München) war ein deutscher Zeichner und Autor.

## Leben
Nach Abschluss des Humanistischen Gymnasiums in Straubing 1926 studierte Anton Kolnberger an der Technischen Hochschule München, der Akademie für Angewandte Kunst und der Akademie der Bildenden Künste in München. 1931 legte er das Staatsexamen für das Zeichenlehramt ab (Technische Hochschule München). 1932 begann er als Studienassessor für Zeichnen am Wittelsbacher-Gymnasium München. Ab 1938 war er freischaffender Künstler, von 1940 bis 1945 war er als Soldat eingezogen. Von ihm erschien 1943 eine Bildillustration zum im Zentralverlag der NSDAP erschienenen Buch Unterm Edelweiß in der Ukraine, zu dem Josef Martin Bauer den Text geschrieben hatte, mit Kolnbergers eigenem Text Hinterhältige, kaltblütige Asiaten. Das sind unsere Gegner!
Nach dem Krieg erschien von ihm 1948 im Nürnberger Verlag Die Egge der Science-Fiction-Roman Auf unbekanntem Stern mit eigenen Zeichnungen. Der Roman wurde 1985 noch einmal als Ullstein-Taschenbuch neu aufgelegt. Ab 1968 erschienen zahlreiche von ihm verfasste und illustrierte Kinder- und Jugendbücher, vorwiegend beim Favorit-Verlag in Rastatt.

## Bibliografie
- Josef Martin Bauer: Unterm Edelweiß in Jugoslawien. Aus den Erlebnissen einer Gebirgsdivision. Textzeichnungen und Buchumschlag nach Skizzen des Gefr. Anton Kolnberger. Eher, München 1941
- Josef Martin Bauer: Unterm Edelweiß in der Ukraine. Eine Gebirgsdivision im Kampf gegen Sowjet-Rußland. Mit vielen Textzeichnungen von Uffz. Anton Kolnberger. Eher, München 1943.
- Auf unbekanntem Stern. Die Egge, Nürnberg 1948. Neuausgabe: Hoch-Verlag, Düsseldorf 1954. Weitere Ausgabe: Ullstein SF TB # 31100, 1985. Umschlag von Thomas Kidd, mit einem Vorwort von Ronald M. Hahn.
- mit Cilly Teichmann: Was wir treiben! Bilderbuch. Bernheim, Fürth 1951.
- Illustrationen in: Waldemar Bonsels: Die Biene Maja und ihre Abenteuer. Deutsche Verlags-Anstalt, 1953.
- Illustrationen in: Branko, Bildersammelalbum der Fa. B. Birkel Söhne, Endersbach bei Stuttgart, 1962
- Rudi, der blinde Passagier : Eine Erzählung für Jungen von 10 bis 13 Jahren. Favorit-Verlag, Rastatt 1968.
- Rudi und die Wilddiebe : Eine Erzählung aus den Bergen für Jungen und Mädchen von 11 bis 14 Jahren. Favorit-Verlag, Rastatt 1968.
- Peterle und die Waldzwerge. Favorit-Verlag, Rastatt 1968.
- Iris / Hanneley und die Fledermäuse. Favorit-Verlag, Rastatt 1968.
- Im Märchenwunderland. Favorit-Verlag, Rastatt 1968.
- Im Märchenreich. Favorit-Verlag, Rastatt 1968.
- Die Märchentruhe. Favorit-Verlag, Rastatt 1968.
- Die Märchenpost. Favorit-Verlag, Rastatt 1968.
- Die Märchenkutsche. Favorit-Verlag, Rastatt 1968.
- Die gute Burgl und die böse Hanne. Favorit-Verlag, Rastatt 1968.
- Die Eskimokinder / Anakonda. Favorit-Verlag, Rastatt 1968.
- Der übermütige Frosch / Mimi und Putz. Favorit-Verlag, Rastatt 1968.
- Der Riese und die Wassernixen / Der Bauer und sein Esel. Favorit-Verlag, Rastatt 1968.
- Das letzte Pferd / Das grüne Jadekästchen. Favorit-Verlag, Rastatt 1968.
- Annelieschen im Türkenmoor / Die stolze Prinzessin. Favorit-Verlag, Rastatt 1968.
- Unsere Autos. Siebert, Unterpfaffenhofen 1969.
- Rudi und die Rauschgiftschmuggler : Eine Erzählung für Jungen und Mädchen von 10 bis 14 Jahren. Favorit-Verlag, Rastatt 1969.
- Rudi und die Geisterburg : Eine Erzählung für Jungen und Mädchen von 10 bis 14 Jahren. Favorit-Verlag, Rastatt 1969.
- Lustige Tiergeschichten. Favorit-Verlag, Rastatt 1969.
- Die Tiere in Wiese und Feld. Favorit-Verlag, Rastatt 1969.
- Die Tiere im Garten. Favorit-Verlag, Rastatt 1969.
- Die Tiere an Bach und Teich. Favorit-Verlag, Rastatt 1969.
- Klaus und Ursel. 4 Teile. Favorit-Verlag, Rastatt 1969.
  - Der alte Stadtturm und andere Geschichten.
  - Auf der Froschjagd und andere Geschichten.
  - Das kranke Kätzchen und andere Geschichten.
  - Tante Dudu und andere Geschichten.
- Weisst du, warum ein Flugzeug fliegt? Favorit-Verlag, Rastatt 1972.
- Weisst du, warum ein Auto fährt? Favorit-Verlag, Rastatt 1972.
- Rudi in Sizilien : Eine Erzählung für Jungen von 10–14 Jahren. Favorit-Verlag, Rastatt 1972.
- Lumpi das Hündchen und andere Geschichten. Favorit-Verlag, Rastatt 1973.
- Die Eisenbahn. Favorit-Verlag, Rastatt 1973.
- Das Rehlein und andere Geschichten von Kindern und Tieren. Favorit-Verlag, Rastatt 1973.
- Das Entenbaby und andere Geschichten. Favorit-Verlag, Rastatt 1973.
- Das Elefantenkind und andere Geschichten von Kindern und Tieren. Favorit-Verlag, Rastatt 1973.
- Kinder und Tiere. 4 Teile. Favorit-Verlag, Rastatt 1973.
- Von der Quelle bis zum Meer. Favorit-Verlag, Rastatt 1974.
- Vom Weizenkorn zur Sahnetorte. Favorit-Verlag, Rastatt 1974.
- Vom Einödhof bis zur Millionenstadt. Favorit-Verlag, Rastatt 1974.
- Vom Baum im Wald bis zum Schrank. Favorit-Verlag, Rastatt 1974.
- Tin und Irmeli. Weichert, Hannover 1974, ISBN 3-483-01167-6.
- Die wundersame Weihnachtsbescherung. Pestalozzi-Verlag, Erlangen 1976.
- Weihnachts-Wolken-Wunder : Die Geschichte einer wundersamen Weihnachtsbescherung. Nach einer Idee von Karl Domröse. Textbearbeitung durch Lieselotte M. Blasen. Bilder von Anton Kolnberger. Pestalozzi-Verlag, Erlangen 1977. Neuauflage als Pevau-Büchlein Nr. 123 1980.
- Ferien mit Pit und Gabi. Weichert, Hannover 1983, ISBN 3-483-01170-6.
- Zwei fröhliche Geschwister. Weichert, Hannover 1985, ISBN 3-483-01697-X.